# Ramón Turró
Ramón Turró Darder (en catalán: Ramon Turró i Darder) (Malgrat de Mar, 1854-Barcelona, 1926) fue un veterinario, biólogo y filósofo español.

## Biografía

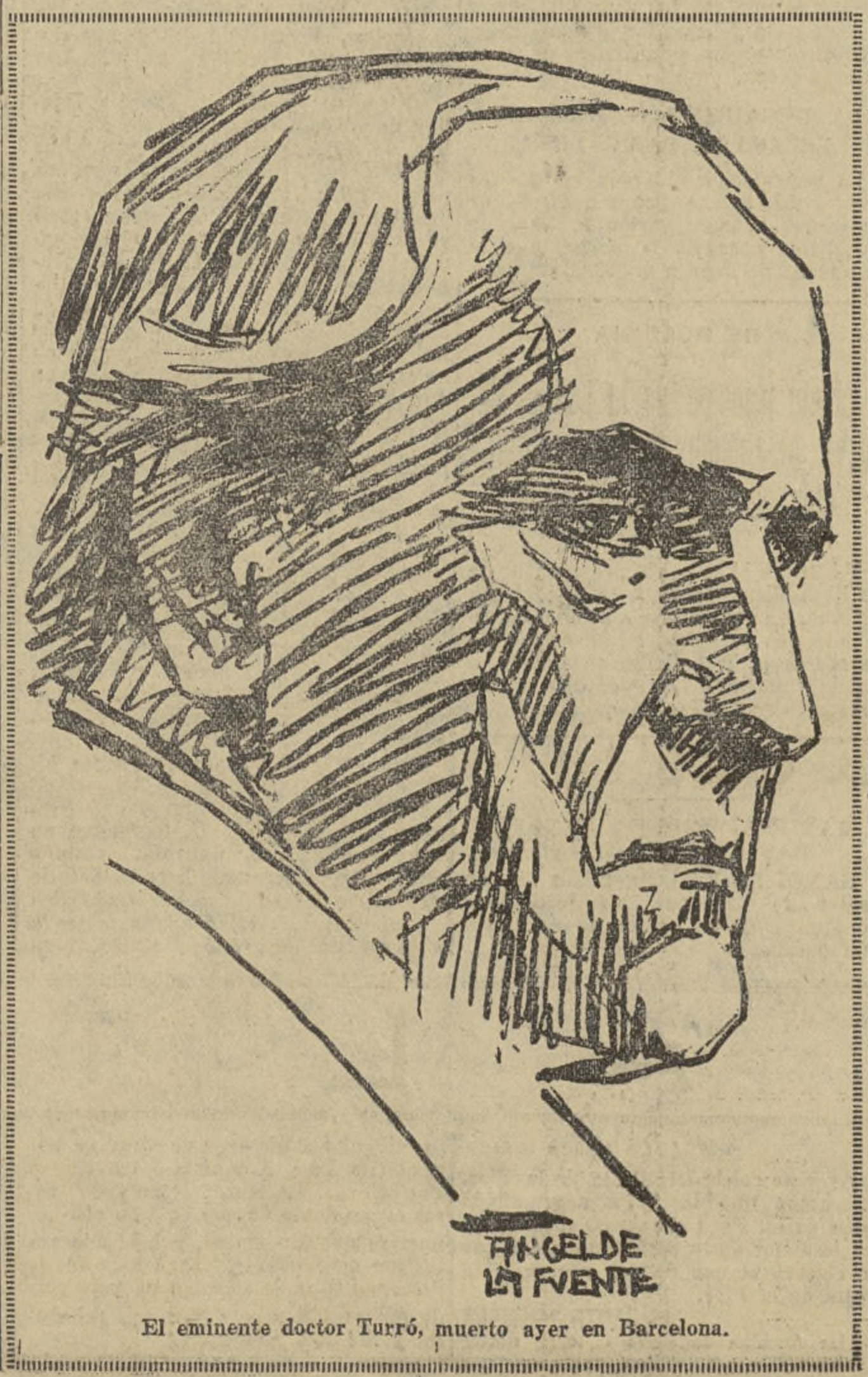
Retrato de Turró publicado en El Liberal con motivo de su muerte

En 1871 comenzó a estudiar Medicina, carrera que no finalizó. Se alistó como voluntario para luchar contra los carlistas. En 1875 marchó a Madrid para trabajar como periodista. 
Regresó a Barcelona en 1884, y en 1887 ingresó en el Laboratorio Microbiológico Municipal de Barcelona, institución que además de servir a la ciudad jugó un papel clave en el desarrollo de la ciencia a finales del siglo XIX y principios del siglo XX en Cataluña y el resto de España. En 1884 fue nombrado miembro de la Academia de Medicina de Barcelona. En 1906 fue nombrado director del Laboratorio. 
Fue presidente de la Academia de Medicina de Barcelona en 1908-10, miembro del Instituto de Estudios Catalanes y socio fundador de la Societat de Biologia de Barcelona en 1912, que presidió en 1920-24. En 1914, el Laboratorio detectó que la contaminación de uno de los suministros de agua a la ciudad era la causa de una epidemia de tifus y lo cerró, lo que interrumpió el brote epidémico pero le costó fuertes ataques de un sector de la prensa y de medios profesionales, así como del mismo Ayuntamiento.

## Obras
- Els Orígens del coneixement: la fam (1912)
- La criteriologia de Jaume Balmes (1919)
- Filosofía crítica (1919)
- Diàlegs sobre coses d'art i de ciència (1958)
- Els orígens de la representació de l'espai tàctil (1913)
- La méthode objective (1916)
- La base tròfica de la intel·ligència (1917)
- La disciplina mental (1924)
- Tres diàlegs sobre la filosofia de l'estètica i la ciència (1947)